# 수호이 Su-34
수호이 Su-34(러시아어: Сухой Су-34, NATO 보고명: Fullback) 은 소련에서 기원한 러시아제 쌍발 엔진, 전천후 초음속 중거리 전투기/타격기이다. 1990년에 소련 공군을 위해 처음 비행했고, 2014년에 러시아 공군에 취역했다.
수호이 Su-27 전투기를 기반으로 한 Su-34는 2명의 승무원이 나란히 앉을 수 있는 장갑 조종석을 가지고 있다. Su-34는 항공정찰뿐만 아니라 주로 날씨가 좋든 나쁘든 낮과 밤에 대응 사격 및 전자전(EW) 대응책이 배치된 적대적인 환경 속에서 단독 및 집단 임무의 지상 및 해군 목표물(소형 및 기동 목표물 포함)에 대한 전술적 배치(전술폭격/공격/간섭 역할)를 위해 설계되었다. Su-34는 수호이 Su-24 전술 타격 전투기와 Tu-22M 장거리 폭격기를 대체하게 된다.

## 같이 보기
- 수호이 Su-27
- 수호이 Su-30
- 수호이 Su-33
- 수호이 Su-35
- 수호이 Su-37
- 수호이 Su-24
- 보잉 F/A-18E/F 슈퍼 호넷
- 맥도널 더글러스 F-15E 스트라이크 이글
- 선양 J-16